# Хуан Карлос Унсуе
Хуан Карлос Унсуе (ісп. Juan Carlos Unzué, нар. 22 квітня 1967, Памплона) — іспанський футболіст, що грав на позиції воротаря. По завершенні ігрової кар'єри — тренер. З 2019 року очолює тренерський штаб команди «Жирона».
Виступав, зокрема, за клуб «Севілья», а також молодіжну збірну Іспанії.
Володар Кубка Іспанії. Володар Кубка Кубків УЄФА.

## Клубна кар'єра
У дорослому футболі дебютував 1986 року виступами за команду клубу «Осасуна», в якій провів два сезони, взявши участь у 14 матчах чемпіонату. 
Протягом 1988—1990 років захищав кольори команди клубу «Барселона». За цей час виборов титул володаря Кубка Іспанії, ставав володарем Кубка Кубків УЄФА. Проте був насамперед резервистом Андоні Субісаррети і за два сезони взяв участь лише у п'яти іграх Ла-Ліги.
Своєю грою за останню команду привернув увагу представників тренерського штабу клубу «Севілья», до складу якого приєднався 1990 року. Відіграв за клуб з Севільї наступні сім сезонів своєї ігрової кар'єри. Більшість часу, проведеного у складі «Севільї», був основним голкіпером команди.
Згодом з 1997 по 2001 рік грав у складі команд клубів «Тенерифе» та «Реал Ов'єдо».
Завершив професійну ігрову кар'єру у клубі «Осасуна», у складі якого вже виступав раніше. Прийшов до команди 2001 року, захищав її кольори до припинення виступів на професійному рівні у 2003.

## Виступи за збірну
1985 року залучався до складу молодіжної збірної Іспанії.

## Кар'єра тренера
Розпочав тренерську кар'єру відразу ж по завершенні кар'єри гравця, 2003 року, ставши тренером воротарів в очолюваному Франком Райкардом тренерському штабі «Барселони», де пропрацював з 2003 по 2010 рік.
Протягом 2010–2011 років очолював тренерський штаб «Нумансії», а 2012 року став головним тренером команди «Расінг», тренував клуб із Сантандера один рік.
Протягом 2013–2017 років був асистентом головного тренера спочатку у «Сельта Віго», а згодом в «Барселоні».
З 28 травня 2017 року очолював тренерський штаб команди «Сельта Віго». По закінченні сезону керівництво клубу не продовжило контракт із тренером, і новим головним тренером «Кельтів» став аргентинський спеціаліст Антоніо Мохамед.
В червні 2019 року Унсуе став головним тренером «Жирони», яка вилетіла до Сегунди, другого іспанського дивізіону.

## Статистика виступів

### Статистика клубних виступів
| Сезон   | Команда       | Ліга             | Ігор | Голів |
| ------- | ------------- | ---------------- | ---- | ----- |
| 1986–87 | «Осасуна»     | Прімера Дивізіон | 7    | 0     |
| 1987–88 | «Осасуна»     | Прімера Дивізіон | 7    | 0     |
| 1988–89 | «Барселона»   | Прімера Дивізіон | 2    | 0     |
| 1989–90 | «Барселона»   | Прімера Дивізіон | 3    | 0     |
| 1990–91 | «Севілья»     | Прімера Дивізіон | 31   | 0     |
| 1991–92 | «Севілья»     | Прімера Дивізіон | 38   | 0     |
| 1992–93 | «Севілья»     | Прімера Дивізіон | 38   | 0     |
| 1993–94 | «Севілья»     | Прімера Дивізіон | 37   | 0     |
| 1994–95 | «Севілья»     | Прімера Дивізіон | 38   | 0     |
| 1995–96 | «Севілья»     | Прімера Дивізіон | 24   | 0     |
| 1996–97 | «Севілья»     | Прімера Дивізіон | 16   | 0     |
| 1997–98 | «Тенерифе»    | Прімера Дивізіон | 12   | 0     |
| 1998–99 | «Тенерифе»    | Прімера Дивізіон | 23   | 0     |
| 1999–00 | «Реал Ов'єдо» | Прімера Дивізіон | 0    | 0     |
| 2000–01 | «Реал Ов'єдо» | Прімера Дивізіон | 0    | 0     |
| 2001–02 | «Осасуна»     | Прімера Дивізіон | 36   | 0     |
| 2002–03 | «Осасуна»     | Прімера Дивізіон | 5    | 0     |

## Титули і досягнення
- Володар Кубка Іспанії (1):

«Барселона»: 1989-1990
- Володар Кубка Кубків УЄФА (1):

«Барселона»: 1988-1989